# Gyldendals Røde Ordbøger
Forlaget Gyldendal, der blev grundlagt i 1770, har udgivet ordbøger siden 1778. I 1902 påbegyndte forlaget en serie af prisbillige ordbøger til kr. 1,50 mod konkurrentens, Det Nordiske Forlags, ordbøger til kr. 2,50. Vejledende pris 115 år senere er kr. 299 for de fleste bøger i standardserien.
Serietitlen Gyldendals Røde Ordbøger blev først anvendt officielt i 1949. Serien er vokset, og enkelte titler er udgået. Ud over standardserien udgives også andre serier (store, medium, små, mini, undervisning osv.)
De allerførste udgaver havde gråbrunt papiromslag.
I omkring hundrede år var standardserien indbundet i rød helshirting. Fra 2004 fik nye titler coatet papiromslag, og nye udgaver og oplag fik også dette omslag de følgende år.
Gyldendal har også udgivet andre serier af ordbøger, herunder Gyldendals Blå Ordbøger, Gyldendals Grønne Ordbøger (overtaget fra Munksgaard 1999) og De Stribede Ordbøger (overtaget fra Gads Forlag 2004). Ved erhvervelsen af Nyt Nordisk Forlag i 2016 overgik de store franske ordbøger af Andreas Blinkenberg og Poul Høybye endvidere til Gyldendal.
Gyldendals to største ordbøger, Dansk-Engelsk Vinterberg & Bodelsen fra 1954-56 og Engelsk-Dansk B. Kjærulff Nielsen fra 1964, var en selvstændig serie frem til hhv. 1990 og 1991, da de med hhv. 3. udgave og 4. udgave blev de første to bøger i serien Gyldendals Store Røde Ordbøger.
Hovedredaktører for 1. udgave af disse ordbøger var som titlerne antyder Hermann Vinterberg (1881-1964), Carl Adolf Bodelsen (1894-1978) og Bernard Kjærulff Nielsen (1901-2000).

## Serier og titler

### Gyldendals Røde Miniordbøger
Samme format som De Stribede Ordbøger, small: 83 mm x 124 mm, ca. 3 cm tykke. Frem til ca. 2015 har de ligeledes plastomslag, men nyere oplag har coatet papiromslag.
- Retskrivningsordbog (udgået)
- Engelsk-dansk & Dansk-engelsk
- Fransk-dansk & Dansk-fransk
- Italiensk-dansk & Dansk-italiensk
- Norsk-dansk & Dansk-norsk
- Spansk-dansk & Dansk-spansk
- Svensk-dansk & Dansk-svensk (fra Gad)
- Tyrkisk-dansk & Dansk-tyrkisk
- Tysk-dansk & Dansk-tysk

### Gyldendals Røde Lommeordbøger
Kun én titel, som blev overtaget fra Munksgaard og udgivet i fotografisk genoptryk, 94 mm x 159 mm.
- Portugisisk-dansk & dansk-portugisisk

### Gyldendals Røde Mediumordbøger
1. oplag har serietitlen Gyldendals Små Røde Ordbøger; og målene er de samme som på de små røde, 131 mm x 206 mm.
- Engelsk-dansk & dansk-engelsk
- Tysk-dansk & dansk-tysk

### Gyldendals Røde Undervisningsordbøger
- Dansk-engelsk undervisning
- Dansk-tysk undervisning
- Min egen danskordbog
- Min egen engelskordbog

#### Min første røde ordbog
Kunne fås både indbundet og hæftet.
- Nudansk
- Engelsk-dansk & Dansk-engelsk
- Fransk-dansk & Dansk-fransk
- Tysk-dansk & Dansk-tysk

### Gyldendals Små Røde Ordbøger
Skandinavisk ordbog måler 131 mm x 191 mm, de andre måler 131 mm x 206 mm. Latin-dansk og Dansk-latin i standardserien måler også 131 mm x 206 mm. Serietitlen "Små" anvendes ikke mere, nu listes titlerne som hørende til standardserien Gyldendals Røde Ordbøger.
- Institutionsnavne – dansk-engelsk (udgået)
- Fremmedordenes byggeklodser (udgået)
- Idiomordbog (udgået, erstattet af Talemåder i dansk)
- Stednavneordbog (2. udg.), Danske stednavne (3. udg.) (1. udgave udenfor serien; udgået)
- Storbyens stednavne
- Skandinavisk ordbog
- Dansk-rumænsk
- Kurdisk-dansk

### Gyldendals Røde Ordbøger
Design og størrelse er ændret nogle få gange. Standardstørrelsen siden omkring 1990 er 158 mm x 236 mm. Dansk-latin, Latin-dansk og Svensk-dansk er dog i samme størrelse som Gyldendals Små Røde, 131 mm x 206 mm.
- Psykologisk-pædagogisk ordbog (nu udenfor serien)
- Dansk etymologisk ordbog (nogle udgaver med smudsomslag)
- Dansk-dansk
- Retskrivningsordbog
- Fremmedordbog
- Dansk sprogbrug
- Dansk udtale
- Nye ord i dansk 1955-1998 (med smudsomslag)
- Talemåder i dansk (fra Munksgaard)

- Dansk-engelsk
- Engelsk-dansk
- Dansk-engelsk & Engelsk-dansk (udgået)
- Dansk-fransk
- Fransk-dansk
- Oldgræsk-dansk
- Dansk-hollandsk
- Hollandsk-dansk
- Dansk-italiensk
- Italiensk-dansk
- Dansk-latin
- Latin-dansk
- Persisk-dansk
- Elementær portugisisk grammatik (fra Munksgaard)
- Dansk-russisk
- Russisk-dansk
- Dansk-spansk
- Spansk-dansk
- Svensk-dansk
- Dansk-tysk
- Tysk-dansk
- Dansk-tysk & Tysk-dansk (udgået)

### Gyldendals Store Røde Ordbøger
Nogle måler 180 mm x 255 mm, nogle det samme som standardudgaven, 158 mm x 236 mm.
- Dansk fremmedordbog (fra Munksgaard)
- Synonymordbog
- Svensk-dansk (fra 3. udgave, ?. oplag)
- Dansk-engelsk Vinterberg & Bodelsen (fra 3. udgave, 1990)
- Engelsk-dansk B. Kjærulff Nielsen (fra 4. udgave, 1991)
- Tysk-dansk
- Spansk-dansk
- Polsk-dansk
- Latinsk-dansk (fra 2. udgave, ?. oplag)

### Gyldendals Røde Fagordbøger
- Medicinsk ordbog
- Medicinsk-odontologisk ordbog – dansk-engelsk & engelsk-dansk (fra Gad)
- Dansk-engelsk industriordbog (udgået)
- Dansk-engelsk juridisk (fra Gad)
- Engelsk-dansk erhverv
- Engelsk-dansk juridisk (fra Gad)

- Dansk-spansk erhverv (fra Systime)

- Dansk-tysk erhverv (fra Systime)
- Dansk-tysk juridisk (fra Gad)
- Tysk-dansk juridisk (fra Gad)

## Gyldendals elektroniske ordbøger
I 1989 begyndte Gyldendal at udgive ordbøgerne på diskette, nogle få år senere på cd.
I 2008 blev Gyldendals ordbøger tilgængelige online.
Indholdet i ordbøgerne kunne købes enkeltvis og i et hav af kombinationspakker, se f.eks. denne liste Arkiveret 31. marts 2017 hos  Wayback Machine fra Syddansk Universitet.
Foråret 2022 købte Ordbogen A/S alle Gyldendals elektroniske ordbøger samt rettighederne til varemærket Gyldendals Røde Ordbøger.

## Dansk-Engelsk Ordbog
Dansk-engelsk ordbogs udgivelseshistorik til og med 10. udgave er belyst i bogen En rød klassiker – Dansk-engelsk ordbog 1845-1995.
Bemærk bl.a., at 1. udgave af den røde – lige som forgængeren – hed Dansk-Norsk-Engelsk Ordbog; særnorske ord som jente og særdanske ord som brint er markeret *jente og †brint. Men retskrivningsreglerne i norsk ændres, fra 1900 skrives navneord med lille begyndelsesbogstav, fra 1907 bruges p, t, k efter vokal, hvor dansk og ældre bokmål har b, d, g, f.eks. krype, uten, rik, og fra 1917 indføres bogstavet å, der først kom i dansk med reformen i 1948 sammen med lille begyndelsesbogstav for navneord. Så fra 2. udgave er bogens titel Dansk-Engelsk Ordbog.

### De første ordbøger
- 1798: Fuldstændigt Dansk og Engelsk Haand-Lexicon, udarbejdet af Christian Friderich Bay
- 1807: Anden forbedret Udgave
- 1824: Tredje giennemseete og forbedrede Udgave

- 1845: Dansk-Engelsk Ordbog af J. S. Ferrall & Thorl. Gudm. Repp (James Stephen Ferrall (d. 1859) og Thorleifur Gudmundsson Repp (1794-1857))[2]
- 1861: Anden Udgave giennemseet og rettet af W. Mariboe
- 1867: Tredje betydelig forøgede Udgave, ved R. V. Hyllested
- 1873: Ferrall & Repps Dansk-Norsk-Engelske Ordbog. Fjerde gjennemsete og forøgede Udgave, ved A. Larsen
- 1880: Dansk-Norsk-Engelsk Ordbog af A. Larsen
- 1888: Anden forøgede og omarbeidede Udgave
- 1897: Tredje Udgave, gennemset af Johannes Magnussen

### De røde ordbøger
- 1902: Dansk-Norsk-Engelsk Ordbog af Johannes Magnussen
- 1919: Dansk-Engelsk Ordbog, 2. udgave ved Otto Madsen og Hermann Vinterberg
- 1927: 3. udgave redigeret af Hermann Vinterberg
- 1936: 4. udgave redigeret af Hermann Vinterberg og Knud Herløv
- 1944: 5. udgave redigeret af Hermann Vinterberg og Knud Herløv
- 1959: 6. udgave redigeret af Hermann Vinterberg
- 1967: 7. udgave redigeret af Hermann Vinterberg og Jens Axelsen
- 1978: 8. udgave redigeret af Hermann Vinterberg og Jens Axelsen
- 1984: 9. udgave redigeret af Jens Axelsen
- 1995: 10. udgave redigeret af Jens Axelsen
- 2007: 11. udgave redigeret af Jens Axelsen
- 2008: 12. udgave, teknisk ændret genoptryk af 11. udgave